# Clupeosoma metachryson
Clupeosoma metachryson là một loài bướm đêm trong họ Crambidae.